# Aphelandra azuayensis
Aphelandra azuayensis är en akantusväxtart som beskrevs av D. C. Wasshausen. Aphelandra azuayensis ingår i släktet Aphelandra och familjen akantusväxter. Inga underarter finns listade i Catalogue of Life.